# Ajamil de Cameros
Ajamil è un comune spagnolo di 75 abitanti situato nella comunità autonoma di La Rioja.